# 田中稔 (歴史学者)
田中 稔（たなか みのる、1928年2月18日 - 1991年7月30日）は、日本の歴史学者。専攻は中世史で特に法制史や古文書学などで実績を遺した。

## 経歴
1928年、愛知県知多郡阿久比村（現在の阿久比町）で生まれた。愛知県第一中学校から海軍兵学校（78期）に進むが、終戦により閉校。戦後改めて第八高等学校に進んだ。1952年に東京大学文学部国史学科を卒業。
文化財保護委員会（後の文化庁文化財保護部）に務め、平城宮発掘調査に携わった。その後、国立歴史民俗博物館の立ち上げに参加して1981年に同教授となる。東大寺などをはじめとする畿内寺社の古文書研究や鎌倉時代の制度史に関する研究を進め、中世古文書学の発展に尽くした。